# Автомобилен транспорт
Автомобилен транспорт е превоз на пътници и товари с автомобили. Развитието му е свързано с масовото промишленото производство на автомобили в света от началото на 20 век. В съвременния автомобилен транспорт се въвеждат високотонажни коли с ремаркета, тежки самосвали, малотонажни товарни коли, специални автомобили и други съвременни автомобилни средства. Значението на международните автомобилни превози нараства.
В България първият автомобил е внесен през 1902 г. за нуждите на Министерството на войната. През 1909 г. е открита първата междуселищна автобусна линия София – Самоков. Автомобилният транспорт е на първо място по превоз на пътници – 63 % (2000).